# Liste der höchsten Achterbahnen der Welt
Dies ist eine Liste der höchsten Achterbahnen der Welt, inklusive der im Bau befindlichen höchsten Achterbahnen.
| Rang | Achterbahn                 | Park                            | Land                         | Höhe     | Hersteller                  | Seit                               |
| ---- | -------------------------- | ------------------------------- | ---------------------------- | -------- | --------------------------- | ---------------------------------- |
| 1    | Top Thrill 2               | Cedar Point                     | Vereinigte Staaten           | 128,00 m | Intamin                     | 2003, bis 2023 Top Thrill Dragster |
| 2    | Red Force                  | PortAventura World              | Spanien                      | 112,00 m | Intamin                     | 2017                               |
| 3    | Fury 325                   | Carowinds                       | Vereinigte Staaten           | 99,10 m  | Bolliger & Mabillard        | 2014                               |
| 4    | Steel Dragon 2000          | Nagashima Spa Land              | Japan                        | 97,00 m  | Chance Morgan               | 2000                               |
| 5    | Millennium Force           | Cedar Point                     | Vereinigte Staaten           | 94,50 m  | Intamin                     | 2000                               |
| 6    | Leviathan                  | Canada’s Wonderland             | Kanada                       | 93,30 m  | Bolliger & Mabillard        | 2012                               |
| 7    | Pantherian                 | Kings Dominion                  | Vereinigte Staaten           | 93,00 m  | Intamin                     | 2010                               |
| 8    | Orion                      | Kings Island                    | Vereinigte Staaten           | 87,50 m  | Bolliger & Mabillard        | 2020                               |
| 9    | Thunder Dolphin            | Tokyo Dome City                 | Japan                        | 80,00 m  | Intamin                     | 2003                               |
| 10   | Fujiyama                   | Fuji-Q Highland                 | Japan                        | 79,00 m  | Togo                        | 1996                               |
| 11   | Hyperion                   | Energylandia                    | Polen                        | 77,00 m  | Intamin                     | 2018                               |
| 12   | Eejanaika                  | Fuji-Q Highland                 | Japan                        | 76,00 m  | S&S Power                   | 2006                               |
| 12   | Shambhala                  | PortAventura Park               | Spanien                      | 76,00 m  | Bolliger & Mabillard        | 2012                               |
| 14   | Titan                      | Six Flags Over Texas            | Vereinigte Staaten           | 74,70 m  | Giovanola                   | 2001                               |
| 15   | Coaster Through the Clouds | Nanchang Wanda Theme Park       | Volksrepublik China          | 74,00 m  | Intamin                     | 2016                               |
| 16   | Silver Star                | Europa-Park                     | Deutschland                  | 73,00 m  | Bolliger & Mabillard        | 2002                               |
| 16   | Der Schwur des Kärnan      | Hansa-Park                      | Deutschland                  | 73,00 m  | Gerstlauer Amusement Rides  | 2015                               |
| 17   | Hyperia                    | Thorpe Park                     | Vereinigtes Königreich       | 71,90 m  | Mack Rides                  | 2024                               |
| 18   | Goliath                    | Six Flags Magic Mountain        | Vereinigte Staaten           | 71,60 m  | Giovanola                   | 2000                               |
| 19   | Intimidator                | Carowinds                       | Vereinigte Staaten           | 70,70 m  | Bolliger & Mabillard        | 2010                               |
| 20   | Behemoth                   | Canada’s Wonderland             | Kanada                       | 70,10 m  | Bolliger & Mabillard        | 2008                               |
| 20   | Diamondback                | Kings Island                    | Vereinigte Staaten           | 70,10 m  | Bolliger & Mabillard        | 2009                               |
| 20   | Nitro                      | Six Flags Great Adventure       | Vereinigte Staaten           | 70,10 m  | Bolliger & Mabillard        | 2001                               |
| 23   | Dinoconda                  | China Dinosaurs Park            | Volksrepublik China          | 69,00 m  | S&S Worldwide               | 2012                               |
| 24   | Valravn                    | Cedar Point                     | Vereinigte Staaten           | 68,00 m  | Bolliger & Mabillard        | 2016                               |
| 25   | Superman El Último Escape  | Six Flags México                | Mexiko                       | 67,00 m  | D.H. Morgan Manufacturing   | 2004                               |
| 26   | Mr. Freeze: Reverse Blast  | Six Flags Over Texas            | Vereinigte Staaten           | 66,40 m  | Premier Rides               | 1998                               |
| 26   | Mr. Freeze: Reverse Blast  | Six Flags St. Louis             | Vereinigte Staaten           | 66,40 m  | Premier Rides               | 1998                               |
| 28   | Wicked Twister             | Cedar Point                     | Vereinigte Staaten           | 65,50 m  | Intamin                     | 2002                               |
| 29   | Diving Coaster             | Happy Valley                    | Volksrepublik China          | 64,90 m  | Bolliger & Mabillard        | 2009                               |
| 30   | The Big One                | Blackpool Pleasure Beach        | Vereinigtes Königreich       | 64,90 m  | Arrow Dynamics              | 1994                               |
| 31   | Big Air                    | E-DA Theme Park                 | Taiwan                       | 63,80 m  | Vekoma                      | 2010                               |
| 32   | Desperado                  | Buffalo Bill’s Resort & Casino  | Vereinigte Staaten           | 63,70 m  | Arrow Dynamics              | 1994                               |
| 33   | Superman The Ride          | Six Flags New England           | Vereinigte Staaten           | 63,40 m  | Intamin                     | 2000                               |
| 33   | Ride of Steel              | Six Flags Darien Lake           | Vereinigte Staaten           | 63,40 m  | Intamin                     | 2000                               |
| 35   | Wild Thing                 | Valleyfair                      | Vereinigte Staaten           | 63,10 m  | D. H. Morgan                | 1996                               |
| 36   | Draken                     | Gyeonju World                   | Südkorea                     | 63,00 m  | Bolliger & Mabillard        | 2018                               |
| 36   | Flying Aces                | Ferrari World                   | Vereinigte Arabische Emirate | 63,00 m  | Intamin                     | 2016                               |
| 38   | Zadra                      | Energylandia                    | Polen                        | 62,80 m  | Rocky Mountain Construction | 2019                               |
| 39   | Stealth                    | Thorpe Park                     | Vereinigtes Königreich       | 62,50 m  | Intamin                     | 2006                               |
| 39   | Xcelerator                 | Knott’s Berry Farm              | Vereinigte Staaten           | 62,50 m  | Intamin                     | 2002                               |
| 39   | Mamba                      | Worlds of Fun                   | Vereinigte Staaten           | 62,50 m  | Chance Morgan               | 1998                               |
| 39   | Magnum XL-200              | Cedar Point                     | Vereinigte Staaten           | 62,50 m  | Arrow Dynamics              | 1989                               |
| 39   | Steel Vengeance            | Cedar Point                     | Vereinigte Staaten           | 62,50 m  | Rocky Mountain Construction | 2018                               |
| 39   | Griffon                    | Busch Gardens Williamsburg      | Vereinigte Staaten           | 62,50 m  | Bolliger & Mabillard        | 2007                               |
| 45   | Expedition GeForce         | Plopsaland Deutschland          | Deutschland                  | 62,00 m  | Intamin                     | 2001                               |
| 46   | Raging Bull                | Six Flags Great America         | Vereinigte Staaten           | 61,60 m  | Bolliger & Mabillard        | 1999                               |
| 46   | DC Rivals HyperCoaster     | Warner Bros. Movie World        | Australien                   | 61,60 m  | Mack Rides                  | 2017                               |
| 48   | Goliath                    | Six Flags Over Georgia          | Vereinigte Staaten           | 61,00 m  | Bolliger & Mabillard        | 2000                               |
| 48   | SheiKra                    | Busch Gardens Tampa             | Vereinigte Staaten           | 61,00 m  | Bolliger & Mabillard        | 2005                               |
| 48   | Hyper Coaster              | Land of Legends                 | Türkei                       | 61,00 m  | Mack Rides                  | 2018                               |
| 48   | Skyrush                    | Hersheypark                     | Vereinigte Staaten           | 61,00 m  | Intamin                     | 2012                               |
| 48   | Mako                       | SeaWorld Orlando                | Vereinigte Staaten           | 61,00 m  | Bolliger & Mabillard        | 2016                               |
| 48   | Steel Force                | Dorney Park & Wildwater Kingdom | Vereinigte Staaten           | 61,00 m  | Chance Morgan               | 1997                               |

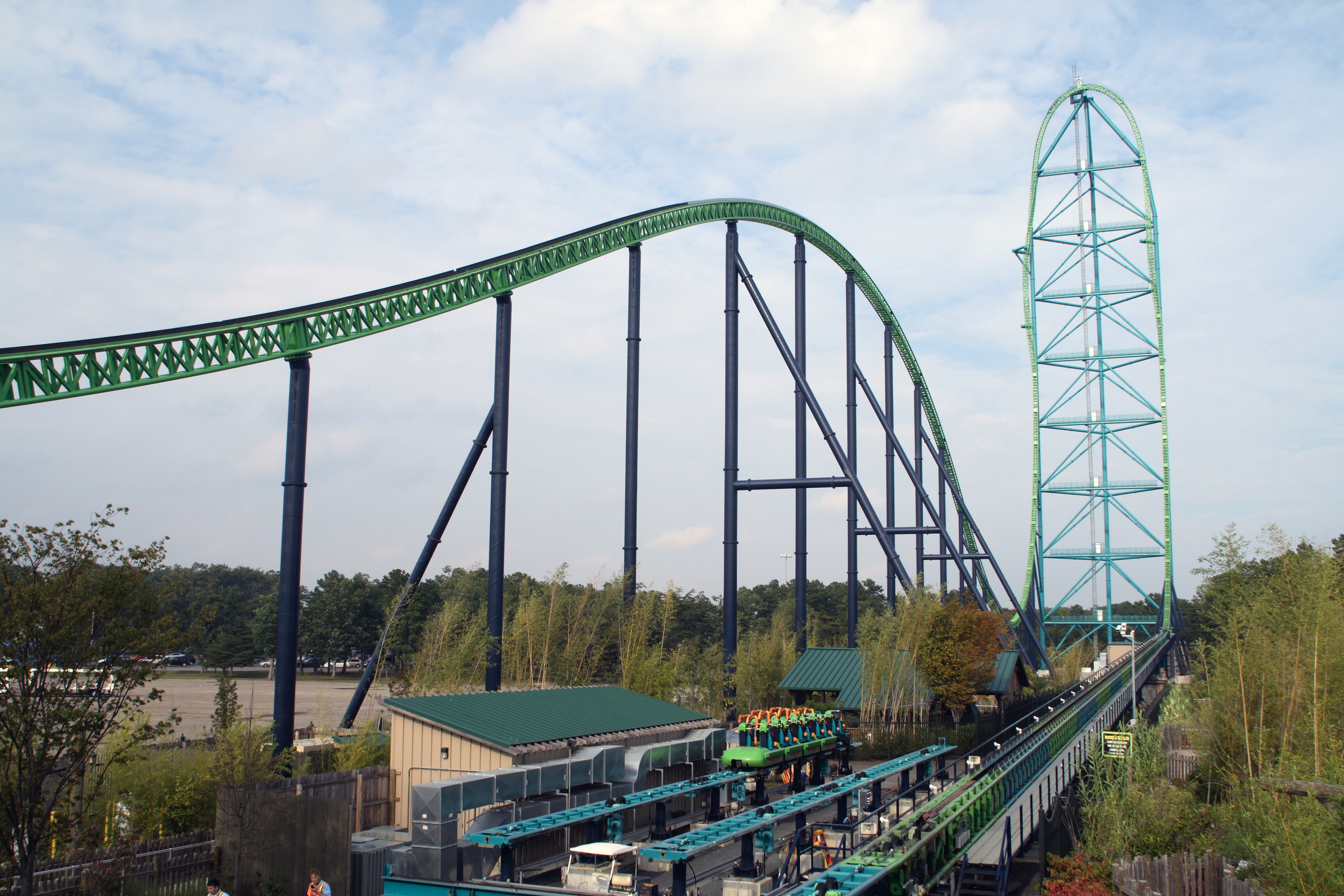
Kingda Ka
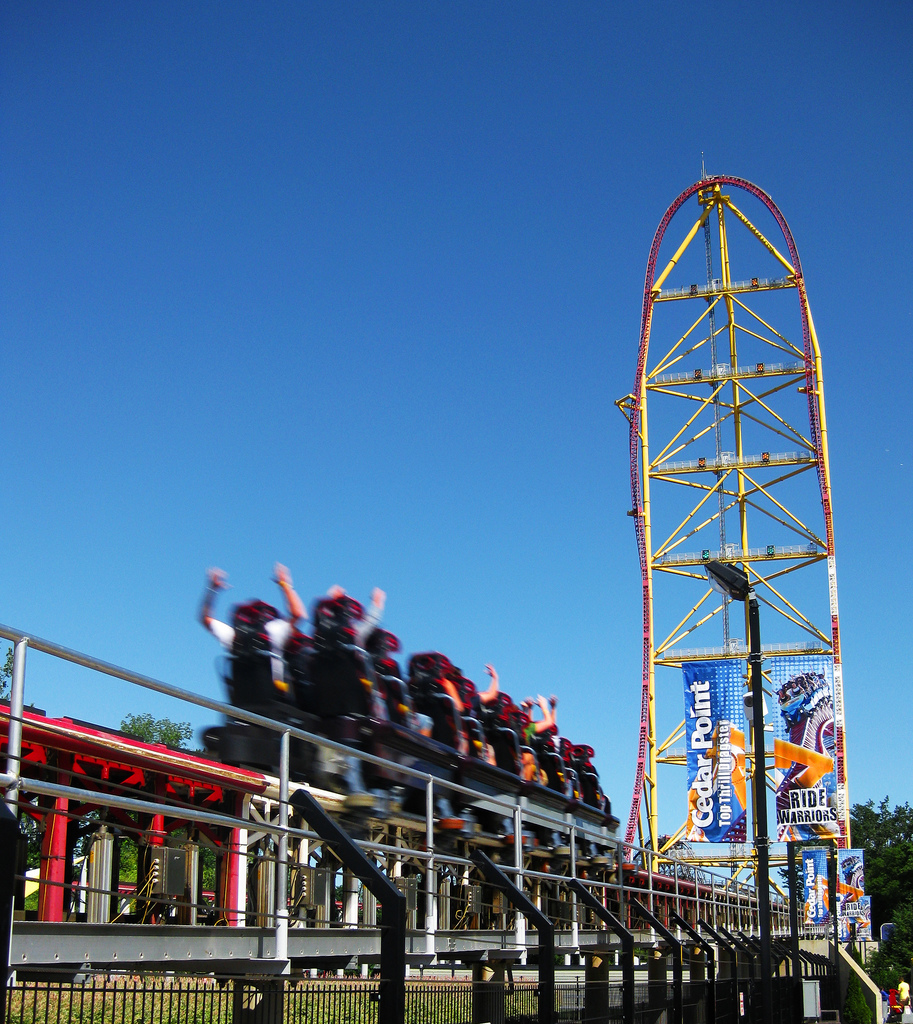
Top Thrill Dragster
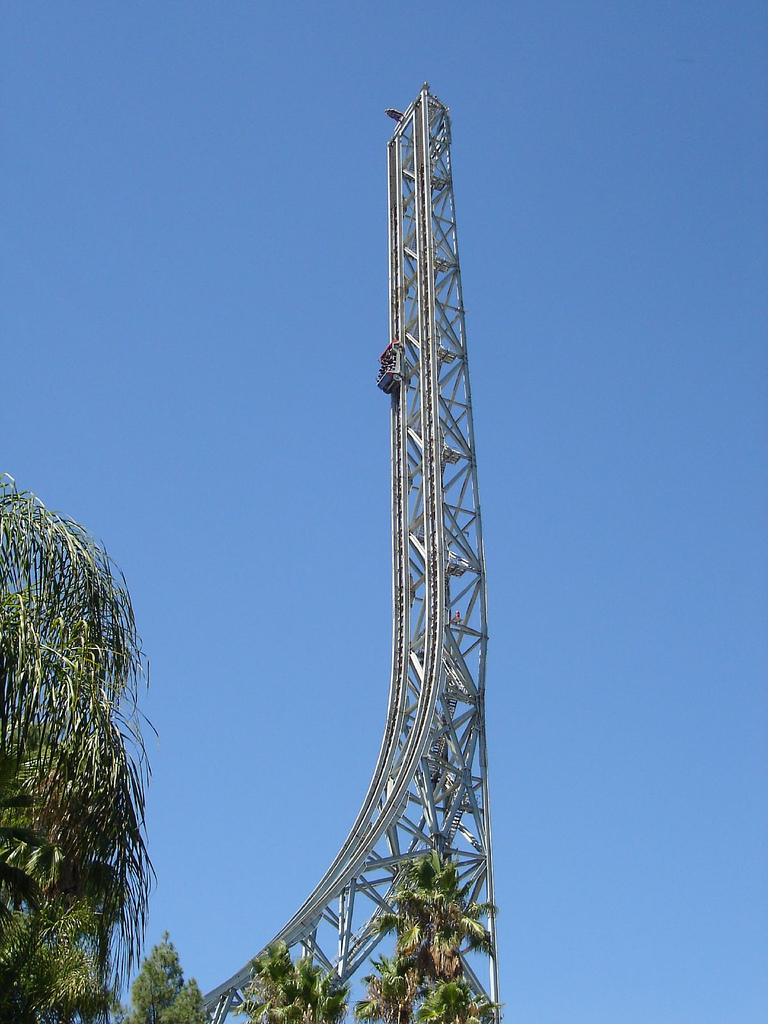
Superman

## Transportable Bahnen
- Dreier Looping, 33 Meter (1984)
- Olympia Looping, 32,5 Meter (1989)
- Euro-Star, 30,15 Meter (1995)

## Ehemalige Bahnen
| Rang bei Außerbetriebnahme | Achterbahn         | Park                      | Land               | Höhe     | Hersteller | außer Betrieb genommen |
| -------------------------- | ------------------ | ------------------------- | ------------------ | -------- | ---------- | ---------------------- |
| 4                          | Tower of Terror II | Dreamworld                | Australien         | 115,00 m | Intamin    | 2019                   |
| 1                          | Kingda Ka          | Six Flags Great Adventure | Vereinigte Staaten | 139,00 m | Intamin    | 2024                   |